# World Harvest Church
World Harvest Church – międzynarodowy megakościół zielonoświątkowy w Columbus, w stanie Ohio, w Stanach Zjednoczonych. Założony w 1977  przez pastora Roda Parsleya. Posiada budynek z ponad 5200 miejscami siedzącymi. W 2016  został wymieniony przez magazyn NewsMax wśród pięćdziesięciu największych megakościołów w USA.